# Wayne Barnes
Wayne Barnes   (Lydney, 20 d'abril de 1979) és un àrbitre internacional de rugbi. És professional des d'abril de 2005, opció que va prendre en abandonar la seva carrera com a advocat.

## Trajectòria
Barnes també és l'arbitre més jove inscrit en el Panel of National Referees anglès, després d'assolir la plaça l'any 2001 amb només 21 anys. Va començar jugant rugbi als vuit anys i als quinze anys es va decidir per l'arbitratge. Actualment és arbitre de l'Aviva Premiership, així com ha dirigit partits de la Heineken Cup i European Challenge Cup. 
L'any 2006 Barnes feu el seu debut en partits internacionals absoluts, arbitrant en tres partits de l'aleshores recent creada competició del Pacific Five Nations, i en el partit d'Itàlia contra França corresponent al Torneig de les Sis Nacions 2006
Abans d'això havia arbitrat en la Copa del Món Sub 19 de 2003 a París, la Copa del Món Sub 21 de 2005 a l'Argentina a més de ser el representant anglès en el circuit de Sevens des de desembre de 2003 fins a març de 2005.
A l'abril de 2007, es va anunciar la seva participació en la Copa del Món de Rugbi 2007 com un dels tres àrbitres anglesos. Barnes va dirigir un total de quatre partits en aquell torneig: el Sud-àfrica-Toga, Samoa-EUA (Grup A), Nova Zelanda-Itàlia (Grup C) i Irlanda-Geòrgia (Grup D).